# Onthophagus ghanensis
Onthophagus ghanensis là một loài bọ cánh cứng trong họ Bọ hung (Scarabaeidae).